# Cercospora xanthosomatis
Cercospora xanthosomatis är en svampart som beskrevs av Gonz. Frag. & Cif. 1926. Cercospora xanthosomatis ingår i släktet Cercospora och familjen Mycosphaerellaceae.   Inga underarter finns listade i Catalogue of Life.